# Nathan McCree
Nathan McCree (* 27. Januar 1969 in England) ist ein britischer Komponist und Toningenieur für Multimediaprojekte, einschließlich Computerspiele, Fernsehen, Live-Veranstaltungen und Radio. Er arbeitete hauptsächlich bei Core Design, unter anderem an den ersten drei Tomb Raider Spielen. Er arbeitete auch mit bekannten Größen, wie den Spice Girls oder Orange.
Er wurde von Kritikern gelobt und erhielt mehrere informelle Auszeichnungen. Tomb Raider III – Adventures of Lara Croft galt lange Zeit als das „Computerspiel mit dem bisher besten Sound“ und Nathans Arbeit für das Sega Mega Drive Spiel „Asterix and the Power of the Gods“ gewann die Auszeichnung „Best Mega Drive Music Ever!“ Dank der umfangreichen Flash-Website Newgrounds arbeitete er mit Adam Phillips zusammen und komponierte die Musik für seine neuste Veröffentlichung in der Brackenwood-Reihe.

## Arbeiten

### Toningenieur
- Sniper: Ghost Warrior 2 (2013)
- LEGO: Hero Factory, Brain Attack (2013)
- LEGO: Ninjago (2013)
- LEGO: Chima (2013)
- Silent Hill: Downpour (2012)
- Rush'n Attack: Ex-Patriot (2011)

### Komponist
- LEGO: Ninjago (2013)
- Chime (2010)
- Sleepover (2009)
- Blend-It (2008)
- Goosebumps Horrorland (2008)
- Industrial Ambience (Musik-Album) (2008)
- The Price Is Right (2006)
- Blockbusters (2006)
- Eurosport (2006)
- FIFA 2006 (2006)
- The Regiment (2005)
- Custom Play Golf (2005)
- Breed (2003)
- Battle Engine Aquila (2002)
- Laser Squad Nemesis (2002)
- Tomb Raider III (1998)
- Tomb Raider II (1997)
- Joypad CD Vol. 2: Tomb Raider II (1997)
- Gender Wars (1997)
- A Tribute to Lara Croft (1997)
- Tomb Raider (1996)
- Blam! Machinehead (1996)
- Swagman (1996)
- Skeleton Krew (1995)
- Asterix: Die Trabantenstadt (1995)
- Soul Star (1994)
- Heimdall II (1994)
- BC Racers (1994)
- Bubba 'n' Stix (1994)
- Dragonstone (1994)
- Universe (1994)
- Asterix and the Great Rescue (1993)
- Chuck Rock II: Son of Chuck (1993)

### Soundeffekte
- LEGO: Ninjago (2013)
- Silent Hill: Downpour (2012)
- Rush'n Attack: Ex-Patriot (2011)
- Lord of the Rings: Aragorn's Quest (2010)
- Chime (2010)
- Art Academy (2009)
- Sing It 2: Family Hits (2009)
- Blend-It (2008)
- Goosebumps Horrorland (2008)
- Rock Revolution (2008)
- You’re in the Movies (2008)
- The Price Is Right (2006)
- Blockbusters (2006)
- Eurosport (2006)
- FIFA 2006 (2006)
- The Movies: Stunts & Effects (2006)
- The Regiment (2005)
- Fable 1.5 (2005)
- Breed (2003)
- Battle Engine Aquila (2002)
- Laser Squad Nemesis (2002)
- Tomb Raider III – Adventures of Lara Croft (1998)
- Tomb Raider II – Starring Lara Croft (1997)
- Tomb Raider (1996)
- Blam! Machinehead (1996)
- Asterix: Die Trabantenstadt (1995)
- Skeleton Krew (1995)
- Bubba 'n' Stix (1994)
- Soul Star (1994)
- Asterix and the Great Rescue (1994)